# Il est minuit (revue)
Pour les articles homonymes, voir Il est minuit.
Il est minuit (ou Il est minuit, l'heure des sorcières) est une revue de petit format en noir et blanc publiée dans la collection « Comics Pocket » des éditions Artima d'abord d’avril 1975 à octobre 1978 (14 numéros) puis de novembre 1978 à juin 1982 (16 numéros). Enfin, une version en albums couleurs fut publiée de 1981 à 1983 dans la collection « Artima Color DC SuperStar » (5 numéros).
Y furent publiés en français divers comics fantastiques et d'horreur de chez DC, tels que Ghosts, House of Secrets, Phantom Stranger, House of Mystery, Weird Mystery Tales, Secrets of Haunted House, Unexpected, Secrets of Sinister House, Weird War Tales, Forbidden Tales of Dark Mansion.